# Kunkovice
Kunkovice (deutsch Kunkowitz) ist eine Gemeinde in Tschechien. Sie liegt acht Kilometer südwestlich von Morkovice-Slížany und gehört zum Okres Kroměříž.

## Geographie
Kunkovice erstreckt sich im Littentschitzer Bergland in der Quellmulde des Baches Kunkovický potok. Östlich erhebt sich der Na Pasekách (380 m), im Südwesten die Chroustová (345 m) sowie nordwestlich der Lichov (381 m) und der Hradisko (518 m). Im Norden, Osten und Süden wird der Ort von Wäldern umgeben.
Nachbarorte sind Nítkovice im Norden, Litenčice und Nový Dvůr Marie im Nordosten, Cetechovice im Osten, Lísky und Zástřizly im Südosten, Kožušice und Malínky im Süden, Brankovice, Dobročkovice, Milonice und Uhřice im Südwesten, Nemochovice im Westen sowie Zdravá Voda und Orlovice im Nordwesten.

## Geschichte
Die erste schriftliche Erwähnung von Cuncouicih erfolgte 1131 in einem Güterverzeichnis des Olmützer Bischofs Heinrich Zdik. Im Jahre 1349 wurde das Dorf als Cuncowicz, 1437 als Kunkowicz, 1463 als Cunkowicz und 1482 als Kunkovice bezeichnet.
Nach der Aufhebung der Patrimonialherrschaften bildete Kunkovice / Kunkowitz ab 1850 eine Gemeinde in der Bezirkshauptmannschaft Kroměříž. Im Jahre 1869 hatte das Dorf 370 Einwohner, und 1880 waren es 400. Die Bewohner lebten von der Landwirtschaft. 1930 lebten in Kunkovice 343 Personen, im Jahre 1950 waren es nur noch 257. Der drastische Einwohnerrückgang durch Abwanderung setzte sich in der zweiten Hälfte des 20. Jahrhunderts fort und hält bis heute an. Mit Beginn des Jahres 1986 wurde Kunkovice nach Litenčice eingemeindet. Seit dem 1. Juli 1990 bildet Kunkovice wieder eine eigene Gemeinde. 1991 hatte die Gemeinde 104 Einwohner, zehn Jahre später waren es nur noch 74. Die meisten Häuser des Dorfes werden heute als Ferienhäuser genützt.

## Gemeindegliederung
Für die Gemeinde Kunkovice sind keine Ortsteile ausgewiesen.

## Sehenswürdigkeiten
- Kapelle
- Mehrere Kreuze
- Turmwindmühle, nördlich über dem Dorf. Sie ist seit 1875 nachweisbar und wurde bis 1944 betrieben. Danach verfiel sie und die Reste des Flügelkreuzes wurden entfernt. 1978 erfolgte eine Reparatur des Daches
- Statue des hl. Johannes von Nepomuk
- Naturschutzgebiet Strabišov-Oulehla, östlich des Dorfes. Es setzt sich zusammen aus dem Eichen-Buchen-Ahorn-Wald Strabišov und den beiden angrenzenden Orchideenwiesen Oulehla I und II, die zu einem Schutzgebiet vereinigt wurden